# 用行組事件
用行組事件（ようぎょうぐみじけん）は、江戸時代に長崎で起きた事件。
用行組は、長崎奉行の松浦信正が長崎貿易の改革のために抜擢した地役人たちのことで、彼らの不正が宝暦3年（1753年）に発覚したことが発端となり、松浦信正も処罰されている。処罰された地下役人とその罪状については『犯科帳』と『御仕置伺集』の「村山庄右（左）衛門諸向勘定不埒一件」に記載されている。
ただし、「用行組」という名称は『長崎略史』（金井俊行編）にのみ記されており、他の文献には出て来ない。『御仕置伺集』では、松浦信正はこの事件で処罰された村山庄左衛門を「商売方会所取締り」に任命したとなっており、歴史学者の鈴木康子はこの「商売方会所」が『長崎略史』に書かれた「用行組」を指しているものと考えている。

## 松浦信正の長崎支配
寛延元年（1748年）6月20日、当時勘定奉行だった松浦は長崎奉行兼任となった。そして長崎に派遣された際に、長崎支配の改革のため地下人を抜擢し、岩原にあった長崎目付屋敷に滞在させた勘定所役人とともに改革案を企画し、それを実行していった。
長崎では、番方は長崎奉行の直接支配、その他の町方・蘭方・唐方・長崎会所の支配は基本的に町年寄が行ない、それを長崎奉行が監視・統治するという形式だった。それに対して松浦は、町年寄を長崎会所の責任者として会所で諸事を処理することを命じ、従来町年寄の裁量に任されていた事柄は、長崎会所役人に処理させるようにした。
商売方会所（用行組）では、長崎会所元方会所目付の村山庄左衛門が元締めに、同吟味役見習の森弥次郎が長崎会所を実務上取り仕切った。出島乙名・島谷又次郎はオランダ貿易と諸町乙名や長崎地下人に対する監視・情報提供を任され、入札商人・伯井長兵衛は唐船貿易・商品の値組などを行なった。そして岩原屋敷に滞在した勘定所役人が、彼ら用行組の者たちを支配し、直接指示を与えていた。
寛延2年（1749年）に、唐船の貿易許可数を年間15隻にし、各船同士で貿易額を融通することを禁止し（「華蛮交易明細記」）、近年は輸入品の質が落ちているのでもっと商売になるような品を運んでくるよう命じる。長崎町人へも唐人と取引しやすい品目をもたらすよう要請し、箇所銀・竃銀（町人への配分金）を減額した。
松浦は宝暦2年（1752年）2月15日に長崎奉行を退任し、勘定奉行専任となる。しかし、その後も長崎の諸事について新任の長崎奉行とともに協議し、従来のように処理していくようにと命じられた。
長崎支配を改革した松浦が引き続き勘定奉行のまま長崎支配に携わることになったのは、これまで長崎奉行が一元的に任されていた体制から、行政一般は長崎奉行に、長崎会所による長崎貿易の管理は勘定所による直接的な支配に変えるという「二重支配」にしていくものであったと、鈴木康子は考えている。しかし、用行組の者たちは、勘定所およびその上にいる松浦信正に癒着し、従来であれば長崎奉行や長崎町年寄を通して行われた事柄を、自分たちだけで進めるようになり、そのために用行組と地下人たちとの間に軋轢が生じていった。

## 事件の発覚と松浦信正の失脚
経理上の不正やその他の不法行為が発覚したことで、松浦が御役御免の上、閉門を言い渡されたのは、宝暦3年（1753年）2月23日だった。御役御免・閉門の理由は、「柳営日次記」や『通航一覧』や『寛政重修諸家譜』によれば、
1. 豊後払米代金為替商人の、上納銀未進に対する査検を怠ったこと
2. 長崎の行政で不取締りがあったにもかかわらず、虚偽の報告をしたこと

となっている。用行組の不正問題は、上記の上納銀滞納問題の捜索・吟味を通じて発覚している。

### 上納銀延滞
『犯科帳』や『御仕置伺集』によれば、上納銀を延滞したのは長崎袋町在住の為替商人・松田金兵衛で、宝暦3年（1753年）3月15日に長崎で手鎖の上、町預となっている。金兵衛は数年来「豊後肥後肥前御年貢米江戸上納銀為替」の請け負いをしていたが、その上納銀を他の商売に転用して、しかもそれで損失を出して上納銀を延滞するようになった。
金兵衛は、宝暦元年（1751年）6月に長崎滞在中の勘定組頭・早川庄次郎に、8月と翌年3月には長崎会所吟味役見習の森弥次郎から、上納銀について尋問された。しかし、延滞については触れられなかったため、そのままにしておいたところ、宝暦3年の時点では延滞額は1300貫目になった。
延滞が発覚した際、金兵衛は上納銀の件については松田善蔵という者に全て委任しており、そのこと自体も不届きであるが、私欲によることではないとみなされた。金兵衛は押込処分に、松田善蔵は軽追放となった。さらに未納分を全額返済するように命じられた金兵衛は、差し出した町屋敷沽券の銀高で一部を補い、残りは宝暦5年（1755年）から5年賦で上納することになった。
そして金兵衛を取り調べた早川庄次郎と森弥次郎が、金兵衛の下代の文内と伊兵衛から音物（贈物）を受け取り、上納銀延滞について不問に付すよう頼まれたことも発覚した。

### 用行組の摘発
『長崎略史』では、「用行組の党を罰す」という記事がある。そこでは、用行組と称する会所を創設した長崎会所目付村山正座右衛門と請払役盛（森）弥次郎が、松浦信正の指示を受けてまるで役所のように長崎の市政全般を執り行っていた。しかし松浦の失脚によって会所は閉鎖、村山と盛（森）は 壱岐島へ配流され、島谷又次郎らは追放・免職・隠居に処せられたとなっている。ただし、『長崎略史』の記述には姓名の誤記や他の事件と混同している箇所も多い。
用行組の者たちが奉行所より嫌疑がかけられたのは松田金兵衛が町預となった後のことで、吟味のため「町預」処分になったのは『御仕置伺集』によれば
1. 長崎会所元方会所目付[18]・村山庄左衛門 - 8月13日
2. 同吟味役見習・森弥次郎 - 5月27日
3. 出島乙名・島谷又次郎 - 4月11日
4. 入札商人・伯井長兵衛 - 5月18日
5. 村山庄蔵 - 9月13日

となっている。
またそれぞれの罪状は、
- 長崎会所目附役村山庄右（左）衛門

豊後天草御米代銀為替商人の上納銀滞納を看過したこと。勘定帳を改ざんしたこと。勘定帳提出のため江戸に赴いた際、そこに長期滞在したことを長崎へ知らせなかったこと。滞在費が不足したので松浦信正に願って人参座から金を受け取り、配分銀を別枠で享受したこと。それらを江戸在府の長崎奉行へも長崎在勤中の奉行にも報告しなかったこと。
- 長崎会所吟味役助森弥次郎

豊後天草御米代銀為替商人の上納銀滞納を看過し、帳簿を改竄したこと。商売銀の不納を見過ごしたこと。オランダ貿易に関して不届きな処理をしたこと。本来長崎奉行へ報告すべきことを、勘定方へ密かに伺いを立てて勝手に取り計らったこと。地下人達の申請を勝手に裁量し、それに承服しない者を弾圧したこと。村山と同様、配分銀を別枠で受け取ったこと。
- 元出島乙名島谷又次郎

長崎奉行に無断でオランダ船の見送りと称して近国へ行ったことと、船中において諸事に不届きな処置があったこと。町内の地下人が困るようなことを報告し、奉行の行ったことや地下役人の噂などについて虚偽の報告をしたこと。乙名仲間に独自の集団を結成し、様々なことを企てたこと。新任の長崎奉行が町々を巡見した際、乙名としての役目を果たさず自分勝手に振るまったこと。
- 長崎入札商人伯井長兵衛

唐人と馴れ合いとなり、通事を介さずに直接交渉したこと。密かに村山たちに掛け合って銀70貫目を受け取ったこと。本来は長崎在勤奉行へ願うのが慣例となっているにもかかわらず、村山を通じて松浦信正からも銀100貫目を受け取る予定であったこと。入札荷物代銀は納めず、宿老手札も渡さず、荷物を密かに売り払ったこと。
であった。宝暦4年（1754年）2月に下された判決は以下の通り。
- 村山庄左衛門、森弥次郎、伯井長兵衛 - 流罪
- 島谷又次郎 - 重追放

## 事件後
松浦信正は、閉門の処分を受けた約半年後の8月4日に許された。村山・森・伯井は配流先で死亡、島谷は消息不明。村山庄蔵は明和2年（1765年）に恩赦で長崎所払の罪を許された。
宝暦3年（1753年）6月、幕府は長崎に抜け荷（密貿易）禁止に関する高札を建てた。同年9月には、役人の不正があった時や、訴訟を起こしても役人が詮議を怠っている場合、公には訴えにくい抜け荷などについて、幕府に直訴できるように奉行所の門前に目安箱が隔月で設置された。目安箱に投函された書状は封印されたまま江戸へ差し出された。
「長崎町年寄発端由緒書」には、長崎の町年寄の発端・由緒や、宝暦3年（1753年）までの来歴が記されている。この由緒書は、宝暦3年末ごろから4年ごろに成立したと考えられているが、これは松浦信正と彼に協力した用行組によって町年寄が権限を大きく侵害された後の時期にあたる。松浦と用行組が失脚し、権限が戻ったことから、町年寄は自分たちの長崎支配の正当性を過去に遡って再確認し、それを長崎の地下人や奉行に示すために作成したものと鈴木康子は考えている。